# Corcovado
Corcovado (na portugalskom znači grba) je planina u središnjem dijelu Rio de Janeira. 710 metara visoka granitna stijena se nalazi u šumi Tijuca, samo malo zapadno od centra, i vidljiva je iz svakog dijela grada. Poznata je po tome što se na njenom vrhu nalazi kip Isusa Iskupitelja (Cristo Redentor). 